# Le regole dell'amore
Le regole dell'amore (Rules of Engagement) è una sit-com statunitense, trasmessa negli Stati Uniti dal 5 febbraio 2007 sulla CBS e in Italia dal 18 settembre 2007 sul canale Comedy Central.
La serie, il cui produttore esecutivo è Adam Sandler, racconta le varie sfaccettature dell'amore attraverso i punti di vista di due coppie, una coppia di giovani fidanzati, formata da Adam e Jennifer, e una coppia sposata da tempo, formata da Jeff e Audrey, attorno a loro ruota l'amico single Russell.

## Trama
Due coppie e un loro amico single affrontano le complicazioni degli appuntamenti, degli impegni e del matrimonio. La serie è uno sguardo su differenti relazioni in fasi di sviluppo diverse; una coppia di fidanzati novelli - Adam Rhodes (Oliver Hudson) e Jennifer (Bianca Kajlich), una coppia sposata da lungo tempo - Jeff Bingham (Patrick Warburton) ed Audrey (Megyn Price), e di un loro amico ancora single - Russell Dunbar (David Spade).
La sit-com vanta, tra gli autori, alcuni sceneggiatori vincitori di premi Emmy Award per il loro lavoro svolto nella serie Tutti amano Raymond.

## Episodi
| Stagione         | Episodi | Prima TV USA | Prima TV Italia |
| ---------------- | ------- | ------------ | --------------- |
| Prima stagione   | 7       | 2007         | 2007            |
| Seconda stagione | 15      | 2007-2008    | 2009            |
| Terza stagione   | 13      | 2009         | 2010            |
| Quarta stagione  | 13      | 2010         | 2010            |
| Quinta stagione  | 24      | 2010-2011    | 2011            |
| Sesta stagione   | 15      | 2011-2012    | 2012            |
| Settima stagione | 13      | 2013         | 2013            |

## Produzione
La serie ha debuttato come mid-season il 5 febbraio 2007 con una prima stagione di soli 7 episodi; la prima stagione ottiene quasi 13 milioni di spettatori e, per questo, ne viene ordinata una seconda stagione completa di 22 episodi in partenza a settembre del 2007. A causa dello sciopero degli sceneggiatori (2007-2008), la serie è stata interrotta nel novembre 2007; terminato lo sciopero la serie è ripresa regolarmente a partire dall'aprile 2008 portando la stagione ad un totale di 15 episodi. La CBS ha poi ordinato una terza stagione di 13 episodi in onda a partire dal 2 marzo 2009. Il 18 maggio 2009 il network ha ordinato la serie per una quarta stagione di 13 episodi in onda a partire da marzo 2010. Sono state inoltre ordinate e già prodotte, la quinta e la sesta stagione, rispettivamente di 24 e 15 episodi.
La settima stagione è stata ordinata il 21 maggio 2012. Il 10 maggio 2013 la serie è stata ufficialmente cancellata.

## Distribuzione

### In Italia
La sit-com ha debuttato in Italia il 18 settembre 2007 sul canale Comedy Central, mentre in chiaro è stata trasmessa dai canali Mediaset.
Nello specifico, la prima stagione venne trasmessa nel 2009 all'orario di pranzo dei fine settimana su Italia 1 cui seguì, in prima visione assoluta, la seconda stagione inedita (per qualche motivo Comedy Central non trasmise la serie per un paio d'anni dopo la prima stagione). In seguito la serie sparì per alcuni anni ricomparendo poi nel 2012 nei palinsesti notturni di Canale 5 che trasmise la terza stagione in prima visione sempre nel cuore della notte. Quasi immediatamente dopo la serie venne trasmessa in replica dal primo episodio nell'orario preserale dei giorni feriali su Italia 2 che trasmise in coda le stagioni 4-5 inedite. A partire dall'autunno 2013 la serie è tornata in replica nei pomeriggi feriali di Italia 1 a partire dal primo episodio della terza stagione per poi trasmettere in coda alle repliche anche la sesta stagione inedita. La settima stagione è stata infine trasmessa tra fine maggio e i primi di giugno del 2015 in orario mattutino (verso le 5.50/6) dopo aver replicato allo stesso orario le stagioni 4-6.